# El Bosc (Monistrol de Calders)
El Bosc, que apareix en alguns documents com a Bosc de Mussarra per la seva pertinença al territori de l'antic nucli de masies de Mussarra, és una masia del terme de Monistrol de Calders, al Moianès situada a 629,6 m. alt. És una obra inclosa a l'Inventari del Patrimoni Arquitectònic de Catalunya.

## Descripció
Masia situada a la carena de la serra de Mussarra. És un gran casal que ha sofert moltes modificacions al llarg dels anys; encarat a la part de llevant, està tancat per dos murs, un al cantó de llevant i l'altre al cantó de ponent. Porta d'entrada a l'est, adovellada, formant punt rodó. Galeria a migdia. El cos residencial del mas és rectangular, de dues plantes, amb coberta a doble vessant i carener paral·lel a la façana. Cossos adossats a la part nord (porxada), al sud (coberts i corts) i al nord-est (celler, galeria). Tota la casa està bastida de carreus de pedra ben escairats, finestres amb reixes de ferro forjat, llangardaixos... que donen a la casa un caire de noblesa. Fa uns 35 anys es va aixecar una capella al costat de la casa, en grans carreus, precedida d'un atri i sota l'advocació de la Verge del Roser.

## Història
Al 1112 trobem ja documentat el mas "Bosc", no lluny de la capella de Sant Pere d'Almuçarra, en una donació que fan els senyors de Calders als monjos de Sant Benet de Bages, d'una colla de masos, entre els que s'hi troba el mas "Bosc". L'actual construcció sembla que va començar a ser erigida al 1570 (segons inscripció d'una dovella del portal). Al 1628 s'hi fan noves reformes. Al 1729 hi entra una comunitat de preveres de Moià, que més endavant es converteixen en propietaris, ampliant-la al 1789.
Pertanyia a un grup de masies que arribaren a tenir parròquia pròpia, a l'alta edat mitjana: en queda l'església, romànica, de Sant Pere de Mussarra, situada al costat de la masia de Mussarra, l'altra masia que ha romàs d'aquella antiga unitat parroquial. Mussarra és a l'extrem sud del territori que pren el nom de la masia, i el Bosc, a l'extrem nord. Les dues masies estan separades per un quilòmetre de distància en línia recta, però enmig hi ha la capçalera de tres torrents i dues carenes. Al llarg del segle xx aquesta masia fou engrandida amb pedres procedents d'altres masies rònegues: el Casalot (o mas Alzina Martina), el mas Pla, el mas Pujol i possiblement el mas Llandric. La majoria d'aquestes masies constituïen la unitat parroquial esmentada.
La masia té capella pròpia, dedicada a la Mare de Déu del Roser, i a prop de la masia es troba sant Pere Màrtir, una capella construïda a l'edat moderna, petita i sense gaire més relleu que el que li dona la seva estratègica situació. Al voltant de la capelleta durant molts anys, a la segona meitat del segle xx, se celebrà un aplec anual amb ampla participació dels monistrolencs.
Després d'una reconstrucció i restauració, feta amb molta cura pels seus actuals propietaris, en la qual s'han conservat i reforçat tots els elements constructius antics, està habitada per uns masovers que no es dediquen a les feines del camp, i serveix de segona residència als actuals amos, que hi solen pujar alguns caps de setmana i en períodes de vacances. El propietari actual va modificar força l'aspecte de la casa, conservant les parets primitives, però donant-li un caire de noblesa. Ha convertit la masia, tant interior com exteriorment, en un vertader museu de la pairalia catalana.